# 篆刻美術館
篆刻美術館（てんこくびじゅつかん）は、茨城県古河市にある美術館である。篆刻の魅力を紹介する日本初で唯一の専門美術館として、平成3年（1991年）3月に開館した。建物は大正9年（1920年）に建てられた商家の石蔵を改修・利用している。

## 展示内容
篆刻は印章から発展したもので、約500年前に中国で始まった。篆書と呼ばれる二千数百年前の古文字を、軟質の石片や木片に刻み、朱色の印泥をつけて紙に押印し、印影を観賞する。書と彫刻が結合した工芸美術としての側面が強い。
常設展示は、古河の篆刻家・生井子華の作品を中心とし、他には石井雙石、二世中村蘭臺などの著名な篆刻家の作品、および、篆刻に用いられる封泥や石印材などである。
多様な企画展も随時開催される。例えば、中国書画の収集家の鑑蔵印を展示した「林朗庵自用印展」（2013年9 - 11月）、著名な篆刻家の作品を集めた「園田湖城展」（2011年9 - 11月）など、特定のテーマを扱った展示が行われた。他にも「第5回日本篆刻家協会役員展」（2013年6 - 8月）、「第23回全日本篆刻連盟役員展」（2013年10 - 12月）のように、現在活躍している篆刻家たちの作品展示も行われた。また、古河市内小中学校生や全国高校生の篆刻作品展示も行われる。

## 篆刻体験
美術学習室に必要な用具・用材を準備してあり、手軽に篆刻を体験できる。原則として、土曜日・日曜日・祝日に開催。完全予約制。詳細は本美術館の公式サイト を参照。

## 生井子華について
本美術館は、古河の篆刻家・生井子華（いくい・しか）の作品を展示する施設として構想・開館し、篆刻の魅力を発信する拠点として発展してきた。生井子華の本名は生井繁（なまい・しげる）、略歴は以下の通り。
- 明治37年（1904年） - 古河町（現古河市）に誕生。生家は印章業
- 昭和7年（1932年） - 西川寧（にしかわ・やすし）に師事
- 昭和24年（1949年） - 第5回日展にて特選受賞
- 昭和31年（1956年） - 日展の審査員となる。以後も日展の審査員を歴任
- 昭和43年（1968年） - 古河市文化章を受章
- 昭和55年（1980年） - 勲四等瑞宝章・古河市教育功労章を受章
- 昭和56年（1981年） - 紺綬褒章を受章
- 平成元年（1989年） - 死去

## 建物
本美術館の建物は、大正9年（1920年）に建てられた商家の石蔵を改修したものである。美術館の建つ町通りは、かつては「石町」と呼ばれ、江戸時代・古河宿のころから、多くの商家が軒を連ねていた。
建物は通りに面した表蔵と、中庭を挟んだ南側の裏蔵から構成。表蔵は大谷石を用いた石造3階建て・瓦葺・建築面積は29平方メートル。妻側に独特の意匠の開口部を設けている。内部は1階を本格的な洋間とし、3階部分は吹抜けとして小屋組を見せる等の改修が施されている。裏蔵は切妻造・2階建の石蔵で、表蔵とあわせて改修され展示棟となっている。平成10年（1998年）、「篆刻美術館表蔵棟（旧平野家表蔵棟）」・「篆刻美術館裏蔵棟（旧平野家裏蔵棟）」として、国の登録有形文化財に登録された。

## 入館料・開館時間等
- 開館時間[3]
  - 9:00-17:00（入場は16:30まで）
- 休館日[3][4]
  - 国民の祝日の翌日
  - 年末年始
  - 館内整理日（第4金曜日）
- 入館料[3]
  - 本館：大人200円（団体150円）、小中高生50円
    - 古河歴史博物館・古河文学館・篆刻美術館の3館共通券600円

## アクセス
- 鉄道
  - JR東北本線（宇都宮線）古河駅西口から徒歩8分（約0.6km）
  - 東武日光線新古河駅東口から徒歩23分（約1.9km）